# بانکسیا الگانس
بانکسیای الگانس (نام علمی: Banksia elegans) نام یک گونه از سرده بانکسیا است.